# Daniel Peláez Bellido
Daniel Peláez Bellido (Gijón, Asturias, España, 4 de abril de 1986), conocido como Peláez, es un exfutbolista español. Su posición natural era de centrocampista y su último equipo fue el U.C. Ceares de la Tercera División de España.

## Trayectoria
Comenzó a jugar al fútbol en las categorías inferiores del Real Sporting de Gijón, equipo con el que fue Campeón Juvenil de España en 2004. Pasó dos temporadas en el U. C. Ceares, para recalar en el verano de 2007 en el Málaga C. F. "B". A pesar de pertenecer al equipo filial, llegó a disputar varios partidos de Copa del Rey con el Málaga C. F. y debutó en Segunda División con la elástica blanquiazul el 17 de febrero de 2008 frente al C. D. Castellón.

## Clubes
| Club                        | País           | Año       |
| --------------------------- | -------------- | --------- |
| U. C. Ceares                | España         | 2005-2007 |
| Málaga C. F. "B"            | España         | 2007-2008 |
| U. D. Lanzarote             | España         | 2008-2009 |
| Club Marino de Luanco       | España         | 2008-2009 |
| C. D. Llanes                | España         | 2009-2011 |
| Candás C. F.                | España         | 2011-2013 |
| Rabat Ajax FC               | Malta          | 2013–2014 |
| CD Lealtad                  | España         | 2014–2015 |
| Kendall Wanderers           | Estados Unidos | 2015      |
| Sociedad Deportiva Logroñés | España         | 2016      |
| U. C. Ceares                | España         | 2016-2017 |

- Datos: Q18045328